# ترسیدن ممنوع است
ترسیدن ممنوع است (به هندی: Darna Mana Hai) فیلمی است محصول سال ۲۰۰۳ به کارگردانی پاراوال رامان است. در این فیلم بازیگرانی همچون سیف علی خان، ویوک اوبروی، نانا پاتیکار، بومان ایرانی، سانجای کاپور، شیلپا شتی، سهیل خان، آنتارا مالی، سمیرا ردی ایفای نقش کرده‌اند.